# Eustaurus
Eustaurus is een geslacht van rechtvleugeligen uit de familie veldsprinkhanen (Acrididae). De wetenschappelijke naam van dit geslacht is voor het eerst geldig gepubliceerd in 2000 door Mahmood & Yousuf.

## Soorten
Het geslacht Eustaurus  is monotypisch en omvat slechts de volgende soort:
- Eustaurus tibialus (Mahmood & Yousuf, 2000)